# Efjordbroerne
68°17′48″N 016°30′11″Ø / 68.29667°N 16.50306°Ø
Efjordbroerne er tre broer som krydser Efjorden i Ballangen kommune i Nordland. Broerne blev åbnet 14. september 1969 og er del af europavej 6. Broforbindelsen erstattede færgeforbindelsen mellem Forså og Sætran, som havde været i drift siden 1941.
Kjerringstraumen bro er den nordligste af de tre broer. Den er en hængebro med total længde på 551 meter, længste spænd er 200 meter og gennemsejlingshøjden er 22 meter. Broen har 15 spændn. Den krydser Kjerringstraumen mellem fastlandet og Storøya. Denne bro er speciel fordi den kun har et tårn som ikke står midt på broen.
Mellastraumen bro er en buebro med længde 143 meter og gennemsejlingshøjde på 15 meter. Broen krydser Mellastraumen mellem Storøya og Halvarøy.
Sørstraumen bro er den sydligste af broerne. Den er en bjælkebro med en  længde på 162 meter og gennemsejlingshøjde på 2 meter. Broen krydser Sørstraumen mellem Halvarøy og fastlandet. Sørstraumen bro i Efjord må ikke forveksles med broen med samme navn som krydser Kvænangen i Troms.
Efjordbroerne og vejen mellem Sætran og Forså er foreslået beskyttet i Nasjonal verneplan for veger, bruer og vegrelaterte kulturminner.